# Carl Saunders
Carl Saunders (Birmingham, 26 novembre 1964) è un ex calciatore inglese, di ruolo attaccante.

## Carriera
Ha giocato nella massima serie dei campionati inglese e maltese, e nella seconda divisione inglese.

## Palmarès

### Club

#### Competizioni nazionali
- Third Division: 1

Bristol Rovers: 1989-1990

### Individuale
- Capocannoniere della Premier League maltese: 1

1994-1995 (18 gol)